# Cyclosa
Genre
Synonymes
- Turckheimia O. Pickard-Cambridge, 1889 nec Dewitz, 1881
- Parazygia Caporiacco, 1955

Cyclosa est un genre d'araignées aranéomorphes de la famille des Araneidae.

## Distribution
Les espèces de ce genre se rencontrent sur tous les continents sauf aux pôles.

## Description
La plupart des espèces de ce genre décorent leurs toiles de motifs de soie ou d'objets divers, parfois pour écarter leurs prédateurs.

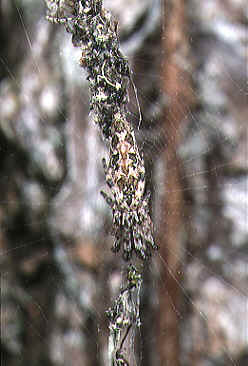
Cyclosa angusta

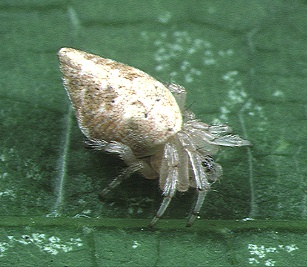
Cyclosa argenteoalba

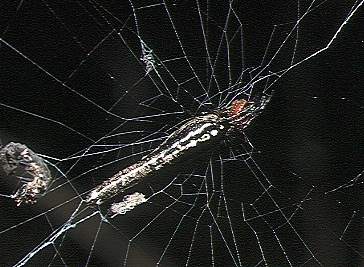
Cyclosa bifida

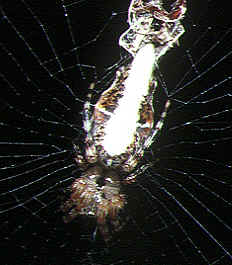
Cyclosa confusa

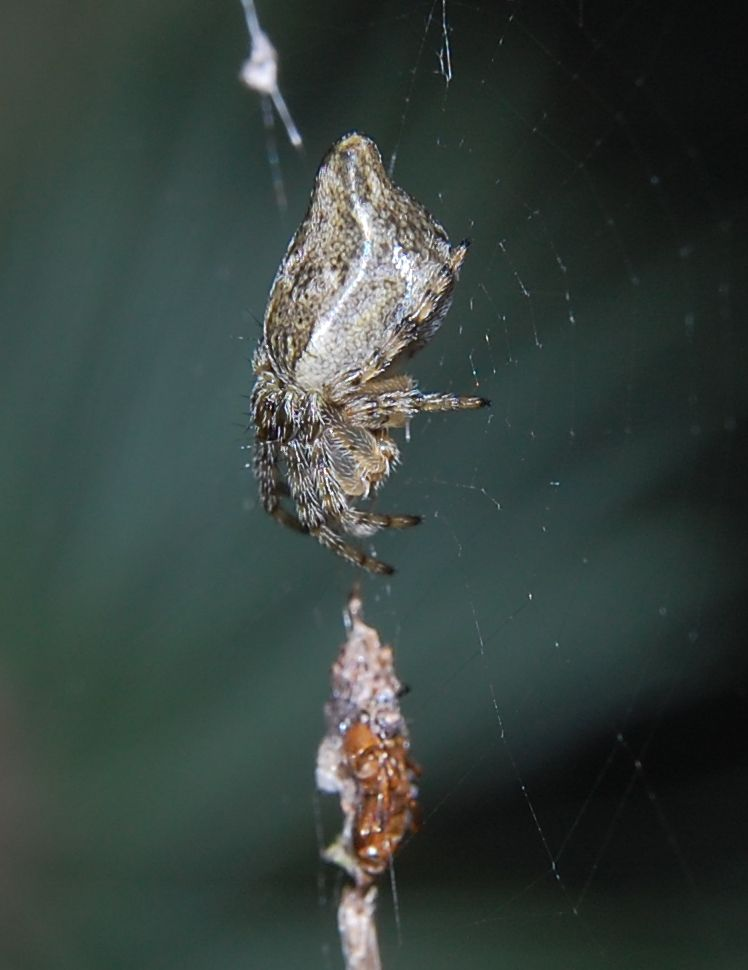
Cyclosa conica

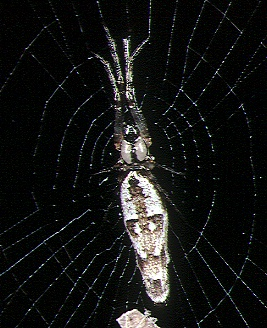
Cyclosa ginnaga

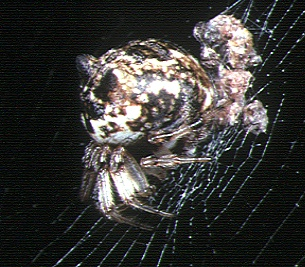
Cyclosa mulmeinensis

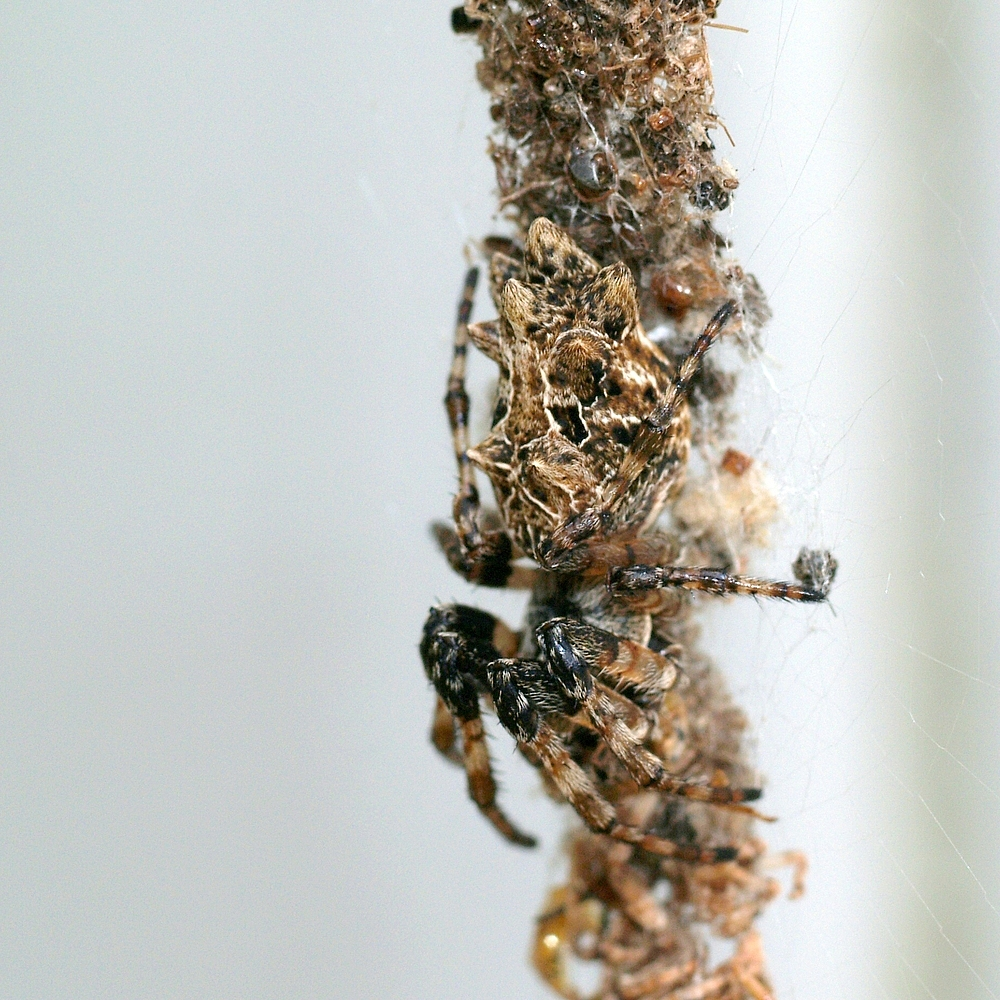
Cyclosa octotuberculata

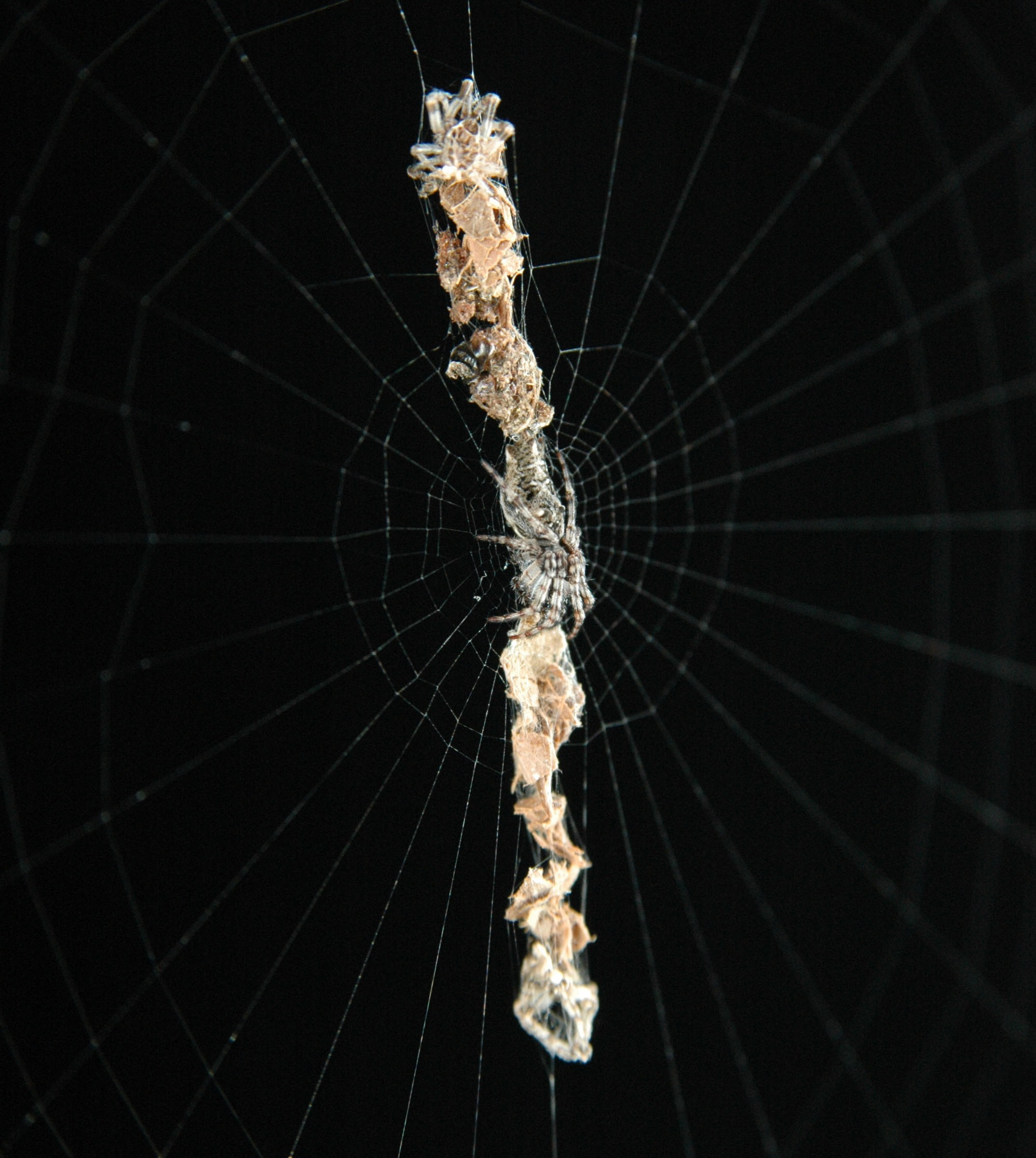
Cyclosa oculata

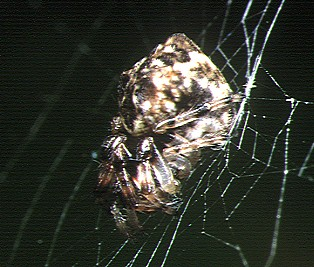
Cyclosa sachikoae

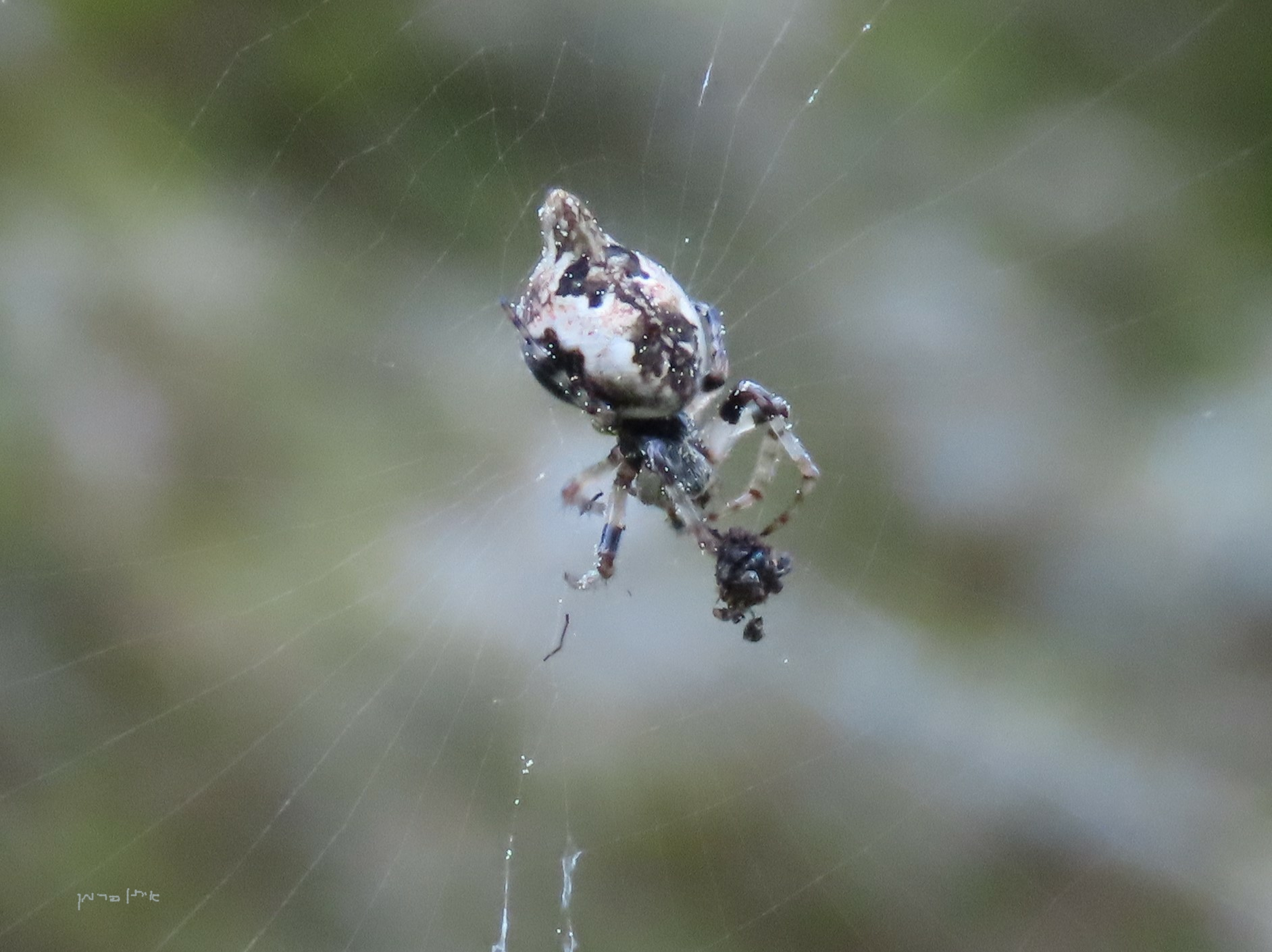
Cyclosa sierrae

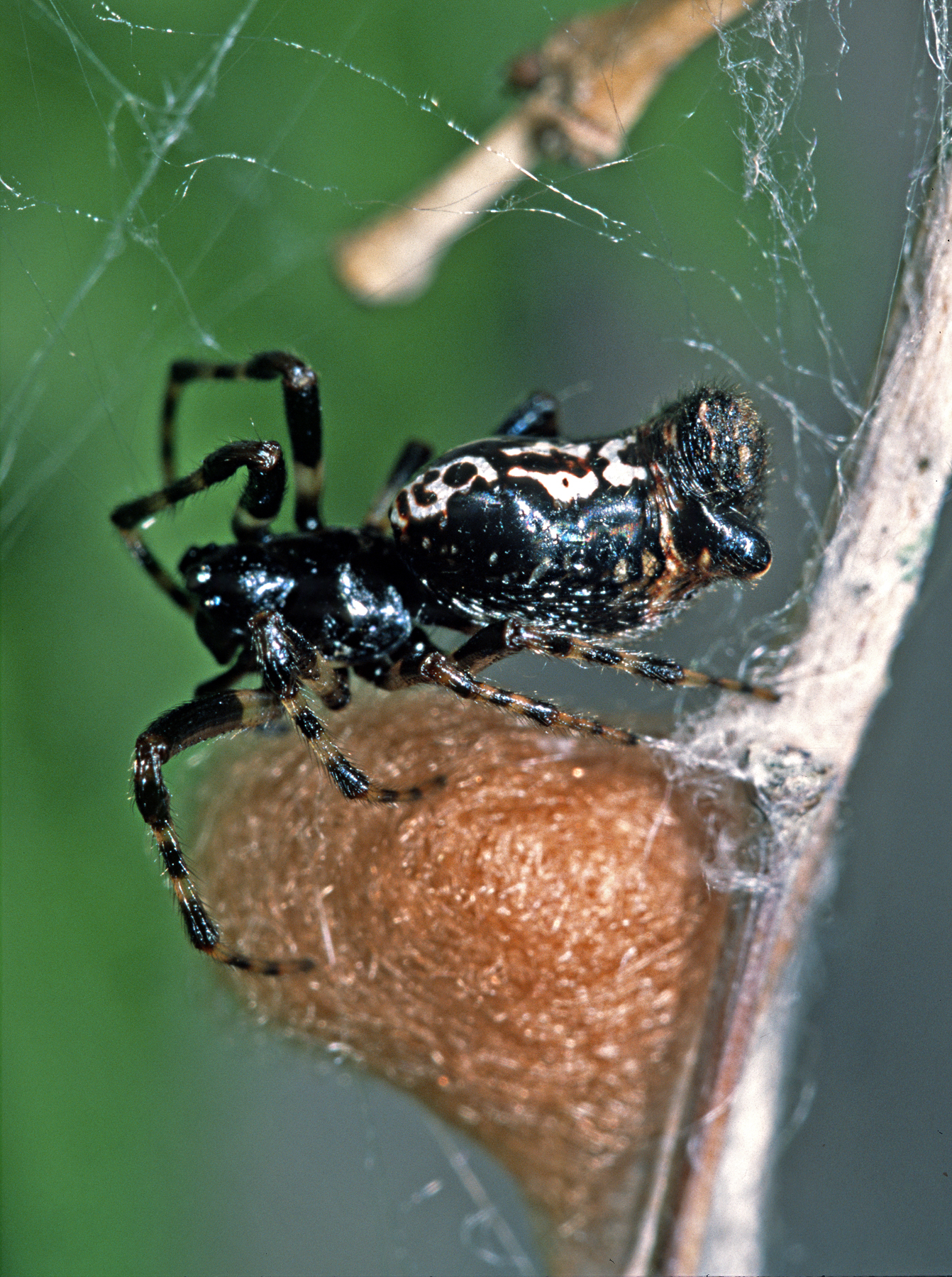
Cyclosa trilobata

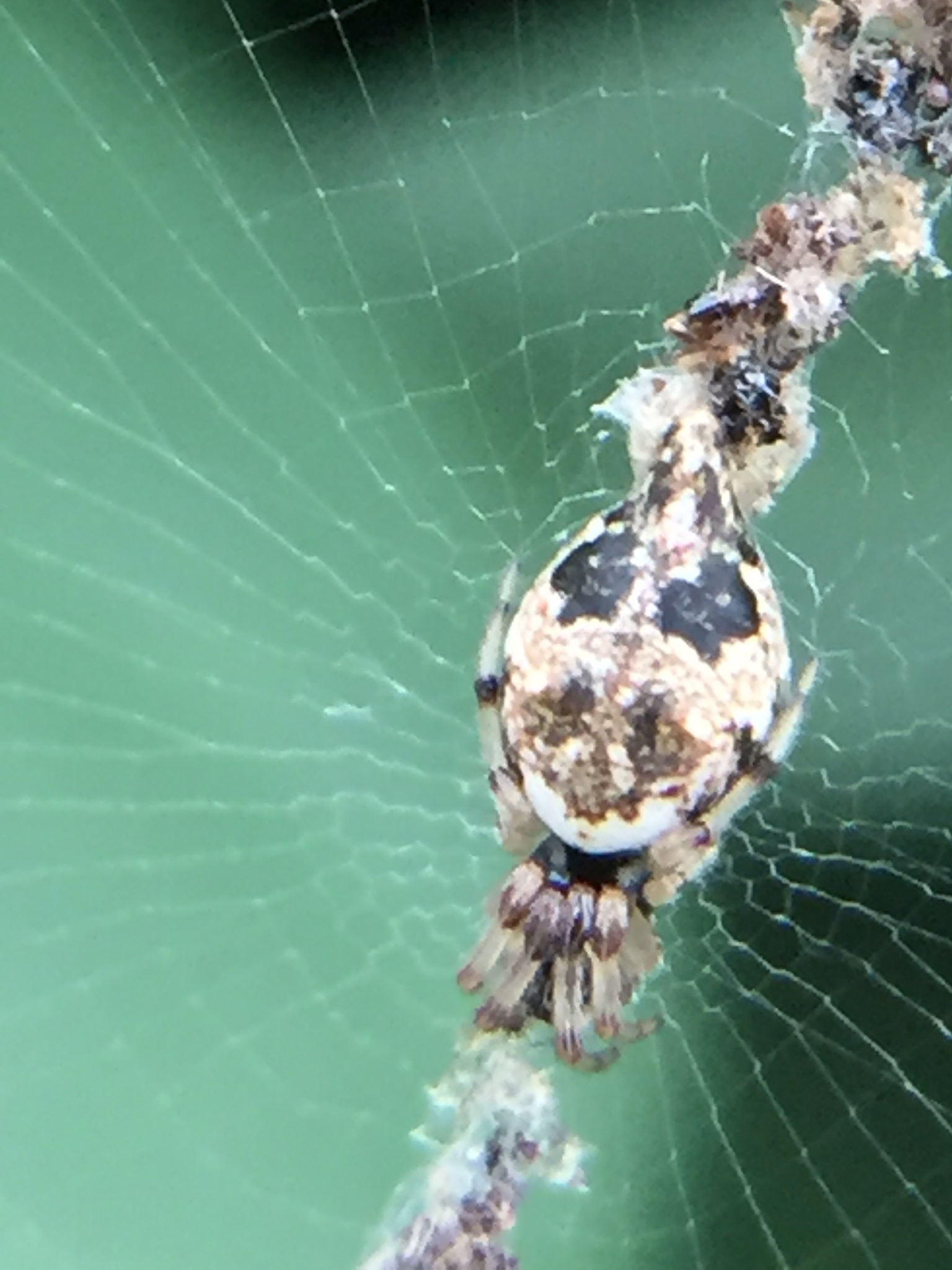
Cyclosa turbinata

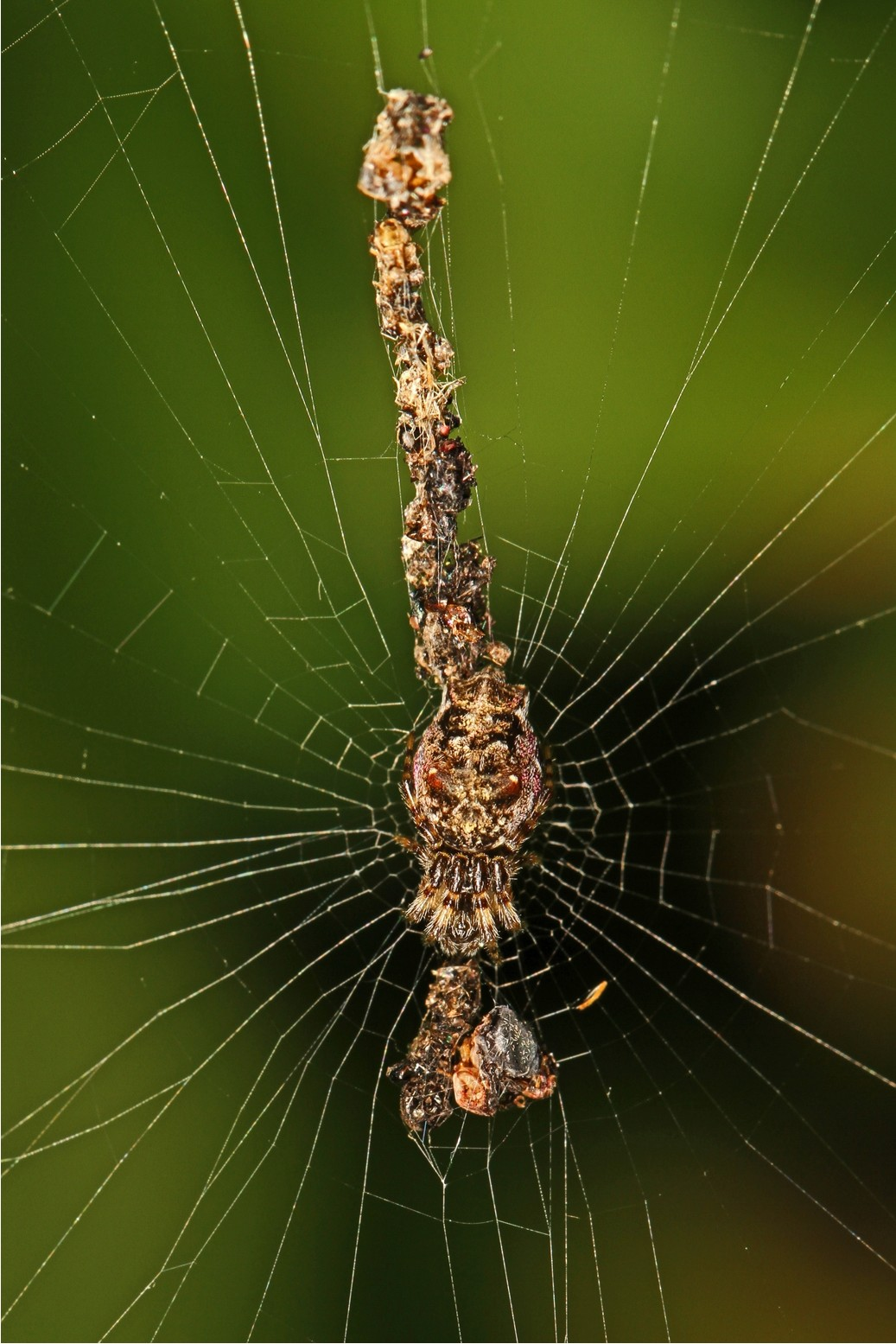
Cyclosa walckenaeri

## Liste des espèces
Selon World Spider Catalog (version 25.5, 02/02/2025) :
- Cyclosa alayoni Levi, 1999
- Cyclosa alba Tanikawa, 1992
- Cyclosa albisternis Simon, 1888
- Cyclosa albopunctata Kulczyński, 1901
- Cyclosa algerica Simon, 1885
- Cyclosa anatipes (Keyserling, 1887)
- Cyclosa andinas Levi, 1999
- Cyclosa angusta Tanikawa, 1992
- Cyclosa anjing Mi, Wang & Li, 2024
- Cyclosa apoblepta (Rainbow, 1916)
- Cyclosa argentaria (Rainbow, 1916)
- Cyclosa argentata Tanikawa & Ono, 1993
- Cyclosa argenteoalba Bösenberg & Strand, 1906
- Cyclosa atrata Bösenberg & Strand, 1906
- Cyclosa baakea Barrion & Litsinger, 1995
- Cyclosa bacilliformis Simon, 1908
- Cyclosa banawensis Barrion & Litsinger, 1995
- Cyclosa berlandi Levi, 1999
- Cyclosa bianchoria Yin, Wang, Xie & Peng, 1990
- Cyclosa bifida (Doleschall, 1859)
- Cyclosa bifurcata (Walckenaer, 1841)
- Cyclosa bihamata F. Zhang, M. S. Zhang & Zhu, 2010
- Cyclosa bilobata Sen, Saha & Raychaudhuri, 2012
- Cyclosa bituberculata Biswas & Raychaudhuri, 1998
- Cyclosa bulla Tanikawa & Petcharad, 2018
- Cyclosa bulleri (Thorell, 1881)
- Cyclosa cajamarca Levi, 1999
- Cyclosa caligata (Thorell, 1890)
- Cyclosa camargoi Levi, 1999
- Cyclosa camelodes (Thorell, 1878)
- Cyclosa caroli (Hentz, 1850)
- Cyclosa centrifaciens Hingston, 1927
- Cyclosa centrodes (Thorell, 1887)
- Cyclosa cephalodina Song & Liu, 1996
- Cyclosa chichawatniensis Mukhtar & Mushtaq, 2005
- Cyclosa circumlucens Simon, 1907
- Cyclosa concolor Caporiacco, 1933
- Cyclosa confraga (Thorell, 1893)
- Cyclosa confusa Bösenberg & Strand, 1906
- Cyclosa conica (Pallas, 1772)
- Cyclosa conigera F. O. Pickard-Cambridge, 1904
- Cyclosa coylei Levi, 1999
- Cyclosa cucurbitoria (Yin, Wang, Xie & Peng, 1990)
- Cyclosa cucurbitula Simon, 1900
- Cyclosa curiraba Levi, 1999
- Cyclosa cylindrata Yin, Zhu & Wang, 1995
- Cyclosa cylindrifaciens Hingston, 1927
- Cyclosa damingensis Xie, Yin & Kim, 1995
- Cyclosa daodai Mi, Wang & Li, 2024
- Cyclosa deserticola Levy, 1998
- Cyclosa dianasilvae Levi, 1999
- Cyclosa diversa (O. Pickard-Cambridge, 1894)
- Cyclosa dives Simon, 1877
- Cyclosa donking Levi, 1999
- Cyclosa dosbukolea Barrion & Litsinger, 1995
- Cyclosa durango Levi, 1999
- Cyclosa elongata Biswas & Raychaudhuri, 1998
- Cyclosa espumoso Levi, 1999
- Cyclosa fililineata Hingston, 1932
- Cyclosa formosa Karsch, 1879
- Cyclosa formosana Tanikawa & Ono, 1993
- Cyclosa ginnaga Yaginuma, 1959
- Cyclosa gossypiata Keswani, 2013
- Cyclosa groppalii Pesarini, 1998
- Cyclosa gulinensis Xie, Yin & Kim, 1995
- Cyclosa haiti Levi, 1999
- Cyclosa hamulata Tanikawa, 1992
- Cyclosa hexatuberculata Tikader, 1982
- Cyclosa huila Levi, 1999
- Cyclosa imias Levi, 1999
- Cyclosa inca Levi, 1999
- Cyclosa informis Yin, Zhu & Wang, 1995
- Cyclosa insulana (Costa, 1834)
- Cyclosa ipilea Barrion & Litsinger, 1995
- Cyclosa jalapa Levi, 1999
- Cyclosa japonica Bösenberg & Strand, 1906
- Cyclosa jose Levi, 1999
- Cyclosa kashmirica Caporiacco, 1934
- Cyclosa kibonotensis Tullgren, 1910
- Cyclosa koi Tanikawa & Ono, 1993
- Cyclosa krusa Barrion & Litsinger, 1995
- Cyclosa kumadai Tanikawa, 1992
- Cyclosa laticauda Bösenberg & Strand, 1906
- Cyclosa lawrencei Caporiacco, 1949
- Cyclosa libertad Levi, 1999
- Cyclosa lichensis (Rainbow, 1916)
- Cyclosa litoralis (L. Koch, 1867)
- Cyclosa longicauda (Taczanowski, 1878)
- Cyclosa longquan Mi, Wang & Li, 2024
- Cyclosa machadinho Levi, 1999
- Cyclosa maderiana Kulczyński, 1899
- Cyclosa maritima Tanikawa, 1992
- Cyclosa mavaca Levi, 1999
- Cyclosa meruensis Tullgren, 1910
- Cyclosa micula (Thorell, 1893)
- Cyclosa minora Yin, Zhu & Wang, 1995
- Cyclosa mocoa Levi, 1999
- Cyclosa mohini Dyal, 1935
- Cyclosa monteverde Levi, 1999
- Cyclosa monticola Bösenberg & Strand, 1906
- Cyclosa moonduensis Tikader, 1963
- Cyclosa morretes Levi, 1999
- Cyclosa mulmeinensis (Thorell, 1887)
- Cyclosa neilensis Tikader, 1977
- Cyclosa nevada Levi, 1999
- Cyclosa nigra Yin, Wang, Xie & Peng, 1990
- Cyclosa nodosa (O. Pickard-Cambridge, 1889)
- Cyclosa norihisai Tanikawa, 1992
- Cyclosa oatesi (Thorell, 1892)
- Cyclosa octotuberculata Karsch, 1879
- Cyclosa oculata (Walckenaer, 1802)
- Cyclosa odateana Kishida, 1915
- Cyclosa ojeda Levi, 1999
- Cyclosa okumae Tanikawa, 1992
- Cyclosa olivenca Levi, 1999
- Cyclosa olorina Simon, 1900
- Cyclosa omonaga Tanikawa, 1992
- Cyclosa onoi Tanikawa, 1992
- Cyclosa oseret Levi, 1999
- Cyclosa otsomarka Barrion & Litsinger, 1995
- Cyclosa pantanal Levi, 1999
- Cyclosa parangmulmeinensis Barrion & Litsinger, 1995
- Cyclosa parangtarugoa Barrion & Litsinger, 1995
- Cyclosa paupercula Simon, 1893
- Cyclosa pedropalo Levi, 1999
- Cyclosa pellaxoides Roewer, 1942
- Cyclosa pentatuberculata Yin, Zhu & Wang, 1995
- Cyclosa perkinsi Simon, 1900
- Cyclosa picchu Levi, 1999
- Cyclosa pichilinque Levi, 1999
- Cyclosa poweri (Rainbow, 1916)
- Cyclosa pseudoculata Schenkel, 1936
- Cyclosa psylla (Thorell, 1887)
- Cyclosa punctata Keyserling, 1879
- Cyclosa punjabiensis Ghafoor & Beg, 2002
- Cyclosa purnai Keswani, 2013
- Cyclosa pusilla Simon, 1880
- Cyclosa quinqueguttata (Thorell, 1881)
- Cyclosa reniformis Zhu, Lian & Chen, 2006
- Cyclosa rostrata Zhou & Zhang, 2017
- Cyclosa rubronigra Caporiacco, 1947
- Cyclosa sachikoae Tanikawa, 1992
- Cyclosa saismarka Barrion & Litsinger, 1995
- Cyclosa sanctibenedicti (Vinson, 1863)
- Cyclosa santafe Levi, 1999
- Cyclosa sedeculata Karsch, 1879
- Cyclosa senticauda Zhu & Wang, 1994
- Cyclosa serena Levi, 1999
- Cyclosa seriata (Thorell, 1881)
- Cyclosa shinoharai Tanikawa & Ono, 1993
- Cyclosa sierrae Simon, 1870
- Cyclosa simoni Tikader, 1982
- Cyclosa simplicicauda Simon, 1900
- Cyclosa spirifera Simon, 1889
- Cyclosa tamanaco Levi, 1999
- Cyclosa tapetifaciens Hingston, 1932
- Cyclosa tardipes (Thorell, 1895)
- Cyclosa tauraai Berland, 1933
- Cyclosa teresa Levi, 1999
- Cyclosa tricolor (Leardi, 1902)
- Cyclosa trilobata (Urquhart, 1885)
- Cyclosa tripartita Tullgren, 1910
- Cyclosa triquetra Simon, 1895
- Cyclosa tropica Biswas & Raychaudhuri, 1998
- Cyclosa tuberascens Simon, 1906
- Cyclosa turbinata (Walckenaer, 1841)
- Cyclosa turvo Levi, 1999
- Cyclosa vallata (Keyserling, 1886)
- Cyclosa vankhedensis Dhande, Bodkhe & Ahmad, 2017
- Cyclosa vicente Levi, 1999
- Cyclosa vieirae Levi, 1999
- Cyclosa walckenaeri (O. Pickard-Cambridge, 1889)
- Cyclosa woyangchuan F. Zhang, M. S. Zhang & Zhu, 2010
- Cyclosa xanthomelas Simon, 1900
- Cyclosa xingqing Mi, Wang & Li, 2024
- Cyclosa yaginumai Biswas & Raychaudhuri, 1998
- Cyclosa zhangmuensis Hu & Li, 1987
- Cyclosa zhui Zhou & Zhang, 2017

## Systématique et taxinomie
Ce genre a été décrit par Menge en 1866.
Turckheimia O. Pickard-Cambridge, 1889, préoccupé par Turckheimia Dewitz, 1881, a été placé en synonymie par F. O. Pickard-Cambridge en 1904.
Parazygia a été placé en synonymie par Levi en 1977.

## Publication originale
- Menge, 1866 : « Preussische Spinnen. Erste Abtheilung. » Schriften der Naturforschenden Gesellschaft in Danzig, (N.F.) vol. 1, p. 1-152 (texte intégral).